# Московська біржа
Московська біржа (рос. Московская биржа, англ. Moscow Exchange) — найбільша в РФ за обсягом торгів і за кількістю клієнтів біржа, яка створена в 2011 у результаті злиття ММВБ та РТС. На біржі здійснюється торгівля акціями, корпоративними, муніципальними та державними облігаціями, похідними інструментами і валютою.
4 березня 2022 року, під час повномасштабного вторгнення російськийх військ до України, було оголошено, що Світова федерація бірж (WFE) призупинила членство Московської біржі.
19 квітня представники Британії заявили, що планується позбавити Московську біржу статусу «визнаної фондової біржі». У червні проти організації було запроваджено санкції Британії.